# Paul Sidney Martin
Paul Sidney Martin (Chicago 22 de novembre de 1898 - 20 de gener de 1974) era un antropòleg i arqueòleg estatunidenc. Associat vitalici del Museu Field d'Història Natural a Chicago, Martín va estudiar cultures precolombines de sud-oest dels Estats Units. Va excavar més d'un centenar de jaciments arqueològics, a partir de la innovadora expedició de set temporades al Comtat de Montezuma (Colorado) en 1930-1938. La seva recerca va passar per tres etapes diferents: arqueologia de camp de les cultures Anasazi de Colorado, en la dècada de 1930, els estudis de la cultura Mogollon 1939-1955 i els estudis de nova arqueologia en 1956-1972. Martin collected more than 585 thousand archaeological artifacts encara que els seus propis mètodes per al maneig d'aquestes relíquies van ser de vegades destructius i inacceptables fins i tot pels estàndards del seu temps.
Martin fou elegit President de la Society for American Archaeology i en 1968 va rebre el premi Alfred Vincent Kidder de l'American Anthropological Association. Va ensinistrar uns 50 arqueòlegs professionals i publicà més de 200 estudis acadèmics i populars. Les expedicions de camp de Martin redefiniren el rol dels antropòlegs de museu dels antropòlegs de recerca.

## Biografia
Martin era el cinquè fill d'Ellsworth C. Martin i Adelaide May Martin (nascuda Sackett). El més recent article biogràfic de Stephen Nash afirma que la seva data de naixement és el 22 de novembre de 1898; el web del Museu Field d'Història Natural indica el 20 de novembre de 1899. Estudià al New Trier High School a Winnetka (Illinois). Estudià història i llengües a la Universitat de Chicago de setembre de 1918 a desembre de 1923. Martin va aconseguir un modest grau mitjà i va trobar la seva veritable vocació, l'antropologia només en el final dels seus estudis de pregrau. Va començar els seus estudis de postgrau en el Departament de Sociologia sota Fay-Cooper Cole i fou el primer estudiant doctorat de Cole (va defensar la seva tesi sobre la cultura Kiva en maig de 1929). L'estiu de 1925 Martin departed for his first practical field excavations sponsored by the Museu Públic de Milwaukee.
L'estiu de 1926 Martin examinà 450 jaciments dels Mount Builders i 1.200 artefactes relacionats en col·leccions privades. El seu primer article ha fixat un estàndard per a la resta de la seva. la vida: el científic Martin va ser més tard conegut per la ràpida publicació de les dades de camp recollides. En els següents tres hiverns va assistir Sylvanus Morley en les seves expedicions a la Península de Yucatán; als estius feia excavacions a Colorado. Martin es dedicà seriosament a l'estudi de Mesoamèrica, però en 1929 els seus plans a llarg termini foren tallats de soca-rel per una sèrie aguda de malalties tropicals. Els metges li diagnosticaren que deixés el treball de camp a la selva, i Martin limità la seva carrera científica als Estats Units continentals.
Llavors ja era ben conegut pels historiadors i arqueòlegs del Mig Oest. El 1928 Martin ja havia començat la seva investigació de deu anys a Comtat de Montezuma (Colorado), però en l'estiu de 1929, el Departament d'Interior li va negar el permís per excavar Lowry Pueblo argumentant que el patrocinador de Martin, la Societat Històrica de l'Estat de Colorado, no podia finançar completament l'excavació. Segons Nash, aquest retrocés motivà Martin a buscar un patrocinador més fort. El 22 agost 1929 Martin acceptà l'oferta de Berthold Laufer per treballar pel Departament d'Antropologia del Museu Field d'Història Natural.
Nash va escriure que el museu "gairebé segur" planejava usar Martin en la propera modernització de les exposicions del museu en el seu nou edifici a Grant Park. Martin "va passar una notable quantitat de temps" en la reordenació de les campanyes d'exhibició i divulgació pública que van precedir i acompanyar a l'exposició Segle del Progrés de 1933-1934 i va escriure la guia de 122 pàgines de la col·lecció Arqueologia d'Amèrica del Nord. Després del suïcidi de Laufer el 1934 Martin fou nomenat comissari en funcions del departament i assumí temporalment el paper de Laufer en la presentació al públic de les col·leccions orientals. Martin va presidir el departament a partir de 1935 fins al 1964 i es va quedar en el Museu fins al 1972. Segons Nash, "cap altre comissari del Museu Field, en antropologia o en qualsevol altre departament, era visible al pis d'exposició, al Field Museum News, o als diaris de Chicago durant" el període anterior a la guerra.
Martin mai no es va casar ni va tenir fills. Cap al final de la seva vida, en 1972, es va traslladar a Tucson (Arizona) i durant un curt temps treballà a la Universitat d'Arizona. A la Universitat també un altre Paul S. Martin, amb qui no tenia cap relació. Aquest altre Paul S. Martin (que va morir el 2010 i que ja s'havia establert com un pensador poc ortodox a principis de 1970) també va estudiar la prehistòria de l'Amèrica precolombina. Paul Sidney Martin va morir el 1974 d'una insuficiència cardíaca i una malaltia coronària.

## Recerca

### Excavacions anasazi
El projecte de Martin al Comtat de Montezuma, que es va estendre des de 1928 fins a 1938, és "enorme per als estàndards moderns". En la primera temporada el seu equip d'excavadors va extreure trenta-sis habitacions, quatre kiva, vuit torres i dotze abocadors de residus a Cutthroat Castle. Va desenvolupar la teoria que les ruïnes del Pueblo en realitat pertany a dos tipus: un tipus conegut anteriorment i construït sobre mesas obertes i un altre en forma diferent d'assentament construït a les cornises dels canyons. En 1929 va continuar excavant a Beartooth Pueblo i Little Dog Ruin, La seva recerca se centra en la complexa relació entre els diferents edificis i passadissos. Al principi de 1930, el Museu va assegurar-li una llicència d'excavació en blanc del Departament d'Interior. Alfred V. Kidder i Jesse Nusbaum es va pronunciar a favor de Martin i es va comprometre amb la seva responsabilitat de supervisió del seu treball de camp.
El treball a Lowry Pueblo es va iniciar l'estiu de 1930. Martin practicà nous mètodes i tecnologies d'excavació de Chicago apreses de Cole i Morley, gravat tot en la pel·lícula, però tindrà cura de reforçar les parets exposades, que es van esfondrar durant l'hivern. L'estiu de 1931 va portar moltes troballes cèlebres: "seixanta o setanta peces de ceràmica, fragments de moltes, eines d'os, objectes de menor importància, i al voltant d'un centenar d'excel·lents negatius ...". Més troballes el 1933 i 1934 van portar Martin a la conclusió que Lowry Pueblo ha estat testimoni de cinc períodes diferenciat d'ocupació humana, la més antiga de la qual amb data 894 dC sobre la base de la datació dels anells d'arbres. Els escrits de Martin del període reflecteixen una dualitat imposada a un científic pel seu patrocinador: Martin l'empleat del museu va emfatitzar el botí tangible i el procés de recerca, Martin el científic va discutir els antics patrons psicològics i culturals, i es va preguntar sobre les causes fonamentals de l'evolució social de nadius americans. Al final de la seva vida el mateix Martin va escriure: "Sobretot, hem cavat per curiositat, per diversió, pels espècimens, i per a escriure els detalls històrics d'aquests llocs i d'aquest període ... em temo que algunes de [les excavacions] foren els resultats de la meva joventut inexperta: el desig de fer-me un nom imitant Kidder ... [i] per obtenir una bona quantitat de botí per al museu, perquè tenia, en aquell moment, molta mentalitat de Museu."
La campanya Lowry va acabar en 1937–1938 amb els estudis dels patrons d'assentament (el mateix Martin no va fer ús del terme). La campanya de 1938 semblava avorrida fins a l'agost quan les excavacions al jaciment dels Cistellers va portar un gran avanç. Les noves troballes van empènyer l'escala de temps dels assentaments Pueblo des de 1000 fins al 400. L'alumne de Martin Carl Lloyd va desenvolupar un nou mètode d'enquestament que va permetre enquestes ràpides de grans extensions de terra. Lloyd va informar de la localització de vuit jaciments en una àrea de 43 quilòmetres quadrats en una temporada curta. Un altre estudiant de Martin, John Beach Rinaldo, s'uní a l'equip en 1939 i fou l'assistent de Martin durant un quart de segle. El mateix Martin va buscar un camp més prometedor on pogués deixar plasmada la "marca acadèmica sobre la professió". Va decidir traslladar-se el camp de l'arqueologia pura cap a "pastures intel·lectualment més verdes" i es va concentrar en la cultura Mogollon d'Arizona i Nou Mèxic, que va ser descoberta per Emil Haury en 1936.

### Primeres publicacions
En 1940 Martin i Elizabeth Willis publicaren Anasazi Painted Pottery in the Field Museum of Natural History, un catàleg exhaustiu de 5,000 artefactes de terrissa dels antics Pueblo. La mateixa contribució a l'arqueologia feta abans de la Segona Guerra Mundial ha estat eclipsat pel de la seva investigació de la postguerra a Arizona. Ell no va participar activament en l'ensenyament acadèmic i no vapreparar tant un corrent d'estudiants de postgrau com el seu contemporani Kidder. La major part dels seus treballs anteriors a la guerra foren publicats per la impremta del mateix museu, no per publicacions acadèmiques.
Segons Nash, aquests documents han de ser considerats incomplets actualment, mancant normes modernes d'investigació. Martin no va cribrar la terra excavada per a totes les coses presents, i va destruir evidències potencialment significatives (la pràctica de cribratge esdevingué un estàndard només en la dècada de 1970). Martin preservà i envià a Chicago els artefactes que ell mateix considerà dignes d'exposició; d'altres, menys significatius, foren registrats i després abandonats al camp. Durant l'excavació de Lowry Pueblo en 1936 va descriure 1.377 objectes però en catalogà només 598 d'ells. El balanç es va perdre. Un inventari de 1998 va trobar només 520 objectes exposats al seu lloc. Els altres 78 es van perdre per desgast, robatori i sacrifici deliberat per part del personal del museu. Segons Nash, les col·leccions de 1937 i 1938 estaven encara pitjor. Finalment, Martin no va mantenir o va destruir deliberadament els registres d'excavació originals. Els seus propis i els d'altres arqueòlegs (Carl Lloyd). Això, segons Nash, era inacceptable fins i tot en la dècada de 1930.

### Estudis mogollon
En 1939 Martin començà les excavacions al jaciment Stevens-Underwood (SU), a 11 km de Reserve al comtat de Catron (Nou Mèxic). Els seus objectius declarats eren buscar ceràmica abajo, estudiar la cultura mogollon acabada de descobrir i la relació entre aquesta i les cultures anasazi. La primera temporada va ser dedicada a descobrir els trets específics que podrien ajudar a traçar la línia entre els mogollon i altres pobles prehistòrics. Nash recuperà dotze mil testos de només vuit edificacions excavades. L'origen d'aquests testos "es va considerar fonamental per a determinar la ubicació de la ceràmica més antiga al sud-oest." La temporada de 1941 fou similar, amb un nombre encara més gran de testos trobats.
La Segona Guerra Mundial va interrompre la investigació de camp de Martin durant quatre anys. El parèntesi va canviar el patró de la vida de Martin i finalment el del seu interès científic. Una major interacció amb els dels seus companys a l'àrea de Chicago va donar lloc a un torn per a l'anàlisi històrica de la societat prehistòrica: "com vivien els antics habitants del llogaret, com s'agrupaven socialment, com van resoldre els seus problemes de subsistència, si tenien conceptes religiosos, i quins eren els seus interessos particulars". Segons el mateix Martin el canvi va ser directament influenciat per l'obra de Fred Eggan i George Peter Murdock. El nou enfocament seria la llavor de què seria la nova arqueologia.
En 1947 Martin excavà el jaciment de Pine Lawn a Nou Mèxic. Martin volia trobar el jaciment prehistòric més antic del sud-oest. Encara no s'havia introduït la datació basada en el carboni 14, i podia confiar només en la datació pels anells d'arbre. Aquest enfocament requeria un jaciment amb un estoc de matèria d'arbre adequada, i aquest lloc, la conca de Tularosa, fou trobada en 1950 a 1,6 kilòmetres d'Aragon (Nou Mèxic). Els jaciments Mogollon coneguts anteriorment estaven oberts als elements; Tularosa Cave era enterrada sota una gruixuda capa de terra que va preservar les restes orgàniques de la cultura Mogollon: panotxes de blat de moro, sabates, cistelles, xarxes i cordes. Aquests espècimens orgànics conservats per Martin i Rinaldo van permetre més tard als investigadors fer l'anàlisi genètica i l'anàlisi per activació de neutrons del jaciment excavat fa moltes dècades.
En 1952 Martin i Rinaldo proposaren una nova classificació de tres fases de cultura material pre-colombina, començant pel més antiga coneguda d'ells - la Fase Pine Lawn que va començar al voltant de 150 aC. Martin va raonar que els canvis d'una fase a una altra es devien a la difusió de les persones i l'augment de la seva dependència de les plantes silvestres no cultivades, que van coincidir amb una disminució de la caça. Els estudis sobre hàbits alimentaris posaren Martin en contacte estret amb biòlegs; el seu associat Hugh Cutter va encunyar el terme ecologia cultural el 1956. Pel 1956 Martin semblava entendre-ho tot sobre ela Mogollon, excepte una cosa: per què aquesta cultura va desaparèixer al segle xiv ?

### Nova arqueologia
En 1955 Martin esdevingué professor d'antropologia a la Universitat de Chicago i, per primera vegada en la seva vida va començar un intens treball amb estudiants. Gradualment es va acostar a l'arqueologia de camp; el seu antic estil de gestió autoritari esdevingué democràtic i indulgent, i fins i tot va permetre les dones als campaments dels arqueòlegs. En 1957 i 1958 va excavar a Little Ortega, Laguna Salada i Table Rock Pueblo, però els informes sobre aquestes investigacions van ser escrits principalment per Rinaldo.
En 1960 Martin va obtenir una beca d'investigació de la National Science Foundation que va canviar de manera significativa l'abast de l'arqueologia del Museu Field. Segons els t ermes de la beca, el museu esdevingué la primera institució a practicar l'anàlisi de pol·len en arqueologia. Martin va admetre que no sabia molt bé què fer amb ella. La investigació actual es va dur a terme per James Schoenwetter que va concloure al voltant de l'any 1000 el sud-oest dels Estats Units va ser testimoni d'un canvi climàtic radical.
Mirant cap enrere en el passat, Martin va avaluar críticament la seva pròpia obra; el 1962 les insatisfaccions desembocaren en una crisi profunda i personal. Martin va escriure: "He llençat tota la meva investigació abans de 1962" i que els seus llargs informes de camp dels informes elaborats durant més de trenta anys eren només "avorrides repeticions de detalls." Va continuar el treball a la universitat i encara va arreglar expedicions de camp, però pràcticament va deixar d'escriure. Només una de les últimes deu excavacions de Martin va ser publicada de manera adequada; el document fou publicat després de la seva mort pels seus alumnes.